# توم تشامبرز (كرة سلة)
توم تشامبرز (بالإنجليزية: Tom Chambers)‏ مواليد 21 يونيو 1959 في أوغدن، هو لاعب كرة سلة أمريكي سابق بدأ مسيرته الاحترافية في سنة 1981. تم اختياره من قبل فريق لوس أنجلوس كليبرز خلال الدرافت. يبلغ طوله 6 قدم 10 بوصة (2.1 م). اعتزل اللعب في 1997. شارك 4 مرات في مباراة كل النجوم. أحرز خلال مسيرته في الإن بي إيه 20049 نقطة بمعدل 18.1 نقطة في المباراة الواحدة.

## المسيرة الاحترافية
لعب مع لوس أنجلوس كليبرز من سنة 1981 إلى 1983، ثم لعب مع سياتل سوبرسونيكس من سنة 1983 إلى 1988، ثم لعب مع فينيكس صنز من سنة 1988 إلى 1993، ثم لعب مع يوتا جاز من سنة 1993 إلى 1995، ثم لعب مع مكابي تل أبيب لكرة السلة في موسم 1995–1996، ثم لعب مع شارلوت هورنتس في سنة 1997، ثم لعب مع فيلادلفيا سفنتي سيكسرز في سنة 1997.

## روابط خارجية
- توم تشامبرز على موقع إن بي أي (الإنجليزية)
- توم تشامبرز على موقع سبورتس رفرنس (الإنجليزية)
- توم تشامبرز على موقع كرة السلة الأوروبية.كوم (الإنجليزية)
- توم تشامبرز على موقع كلية كرة السلة في سبورتس رفرنس.كوم (الإنجليزية)
- توم تشامبرز على موقع ريلجم (الإنجليزية)
- توم تشامبرز على موقع بروبوليرز (الإنجليزية)